# 780 Armenia
780 Armenia este un asteroid din centura principală, descoperit pe 25 ianuarie 1914, de Grigori Neuimin.